# Quiritis
Quiritis era una sabina (prerromana), diosa de la maternidad. Estuvo frecuentemente asociada con la protección. En los últimos años, Quiritis fue identificada con la diosa Juno, quien era venerada bajo el nombre de Juno Quiritis (o Juno Curitis). Algunos especialistas creen que Juno fue, en puridad, una simple versión de Quiritis, aunque otros opinan que las dos están solo relacionadas por algunas similitudes.
Se cree que su nombre derivó del de una palabra sabina que significaba ‘lanza’, y, en este sentido, se la representa con frecuencia portando esa arma (probablemente para defenderse de algo o alguien). Se trata de un rasgo que se le incorporó a la identidad de Juno. Tradicionalmente, el matrimonio romano incluía un ritual donde el pelo de la novia era cortado o partido con una lanza —algo que algunos ven como el resultado de la asociación de Juno con el matrimonio, aunque se han dado también otras explicaciones para el ritual—.
De Juno Quiritis se dice que fue la única deidad que fue venerada por las treinta curiae (divisiones políticas y militares) originales establecidas por Rómulo. Hubo un templo dedicado a Juno Quiritis en el Campus Martius, un área donde tradicionalmente los soldados se entrenaban.
- Datos: Q10751219